# فرودگاه مروی
فرودگاه مروی (به انگلیسی: Merowe Airport) یک فرودگاه با کد یاتا MWE است که یک باند فرود آسفالت دارد. این فرودگاه در کشور سودان قرار دارد .